# Araneus cyrtarachnoides
Araneus cyrtarachnoides là một loài nhện trong họ Araneidae.
Loài này thuộc chi Araneus. Araneus cyrtarachnoides được Eugen von Keyserling miêu tả năm 1887.